# Ketunkallio (ö)
Ketunkallio är en ö i Finland. Den ligger i sjön Mäyhäjärvi och i kommunen Lembois i den ekonomiska regionen Tammerfors och landskapet Birkaland, i den södra delen av landet, 140 km norr om huvudstaden Helsingfors. Öns största längd är 20 meter i öst-västlig riktning.